# Philharmonikerball
Der Philharmonikerball ist neben dem Opernball einer der Höhepunkte der Wiener Ballsaison.

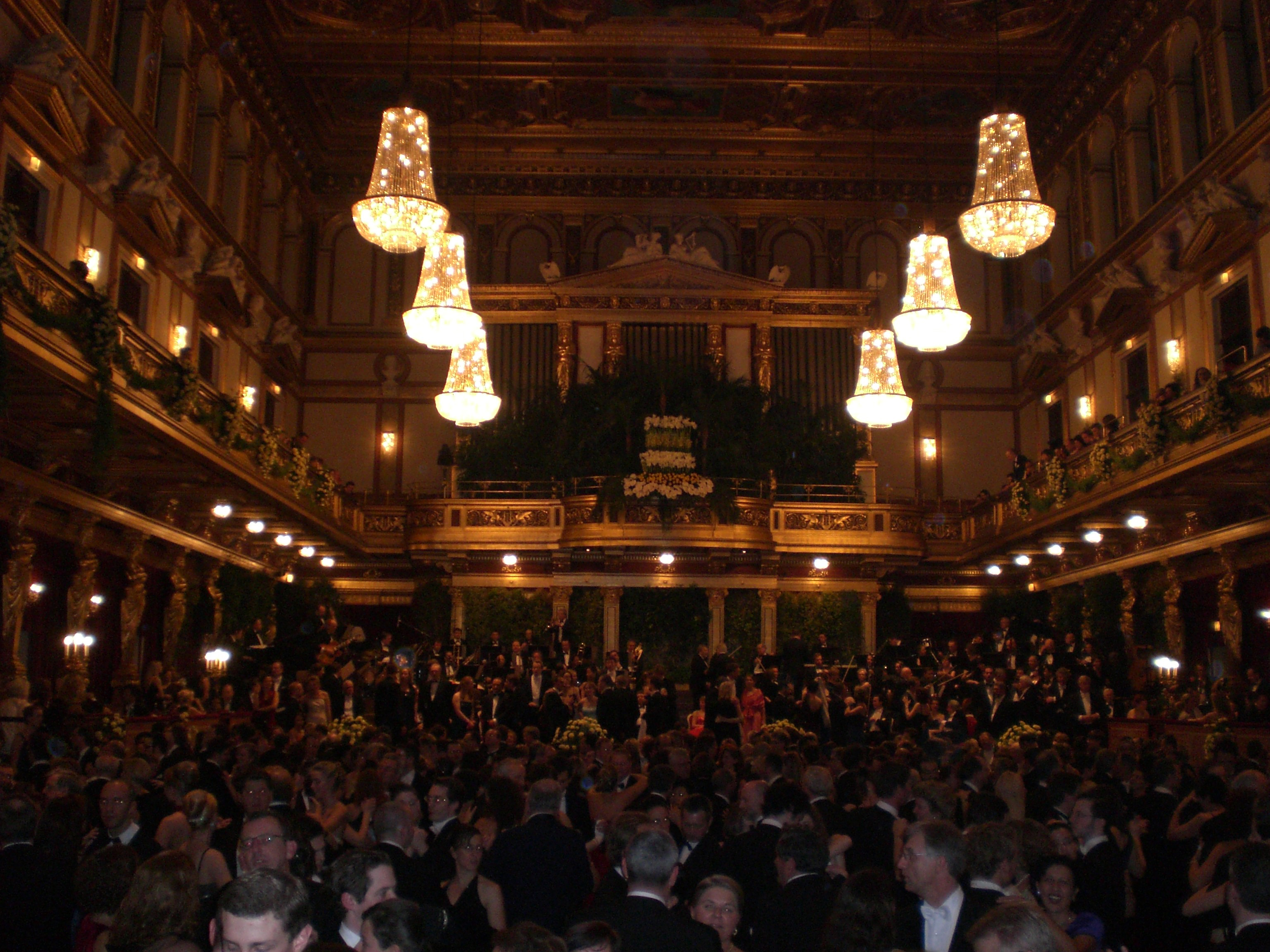
Der „Goldene Saal“ des Musikvereins während des 66. Philharmonikerballs am 18. Januar 2007

## Geschichte
Der Ball der Wiener Philharmoniker wurde bisher 80 Mal veranstaltet (Stand 2023). Der erste Ball fand am 4. März 1924 statt – aus diesem Anlass komponierte Richard Strauss eine eigene Fanfare, die alljährlich im Rahmen der Eröffnung gespielt wird. Für den 80. Philharmonikerball im Jahre 2023 komponierte John Williams eine weitere Eröffnungsfanfare.
Heute findet der Ball immer am vorletzten Donnerstag im Jänner statt.
1991 wurde der Ball, wie der Opernball, aufgrund des Golfkriegs abgesagt, ebenso 2021 und 2022 infolge der Corona-Pandemie. Veranstaltungsort des Balls sind die Säle des Wiener Musikvereins.
Beim Ball sind 3.500 Personen im Musikverein, davon sind ca. 2.500 Ballgäste und ca. 1.000 Mitwirkende.
Von 1949 bis 2010 gab es die ehrenamtliche Funktion der Ballpräsidentin, mit 2011 wurde diese durch ein Ballkomitee ersetzt. Im Sommer 2007 wurde Andreas Großbauer vom Plenum der Wiener Philharmoniker in die Funktion des Ballchefs gewählt. 2014/15 folgte ihm der Tubist Paul Halwax als Organisator des Philharmonikerballs nach. Seit 2017 herrscht auf dem Philharmonikerball – so wie am Opernball – Frackpflicht für die Herren.

### Ballpräsidentin
- 1949 bis 1980: Maria Mautner Markhof
- 1981 bis 1984: keine Präsidentin
- 1985 und 1986: Elisabeth Waldheim
- 1987 bis 1989: keine Präsidentin
- 1990 bis 2010: Eva Angyan[1]

### Ballkomitee
- 2011 bis 2013: Rotraut Konrad, Marjana Lipovšek, Hannes Androsch, Dominique Meyer
- seit 2013: Rotraut Konrad, Madeleine Rohla-Strauss, Rudolf Hundstorfer, Dominique Meyer[1]

## Eröffnung
Einer der Höhepunkte des Balls ist die feierliche Eröffnung durch das Jungdamen- und Herrenkomitee. Die Einstudierung der Eröffnungschoreografie wird seit dem Jahr 2000 wieder von der Tanzschule Elmayer durchgeführt.